# القنطرة المرادية
القنطرة المرادية بمجاز الباب هو جسر تاريخي يقع في مدينة مجاز الباب التونسية بنيت سنة 1088 هجرية، أي عام 1702 ميلادية من قبل الأمير مراد أمير بن محمد بن مراد كما هو مبين في اللوحة الموجودة حاليا على الجسر. الجسر مسجل في قائمة المعالم التاريخية المصنفة والمحمية من قبل المعهد الوطني للتراث في ولاية باجة.